# Harar Meda Airport
Harar Meda Airport är en flygplats i Etiopien. Den ligger i den centrala delen av landet, 40 km sydost om huvudstaden Addis Abeba. Harar Meda Airport ligger 1 876 meter över havet.
Terrängen runt Harar Meda Airport är platt åt nordost, men åt sydväst är den kuperad. Runt Harar Meda Airport är det ganska tätbefolkat, med 192 invånare per kvadratkilometer. Närmaste större samhälle är Bishoftu, 5,1 km nordväst om Harar Meda Airport. Trakten runt Harar Meda Airport består till största delen av jordbruksmark.